# Ålfotbreen
Der Ålfotbreen ist ein kleiner Plateaugletscher im norwegischen Fylke Vestland. Er gilt als Norwegens westlichster Gletscher. Seit Januar 2009 bildet er den Kern des 226 km² großen Landschaftsschutzgebietes Ålfotbreen, dass auch den benachbarten Gjegnalundsbreen und das Westufer des Hyefjordes umfasst.

## Lage und Einteilung
Der Gletscher liegt in der Landschaft Nordfjord und zu etwa gleichen Teilen in den Kommunen Kinn, Gloppen und Bremanger. Sein höchster Punkt liegt auf 1384 Metern über dem Meer. Er besteht aus mehreren zusammenhängenden Teilen, dem Hansebreen, dem Ålfotbreen und dem Blåbreen, sowie einer Reihe namenloser kleinerer Teile.
Der Ålfotbreen wird stark vom für seine Küstenlage typischen Seeklima beeinflusst und gilt mit einem mittleren Jahresniederschlag von 5600 mm als einer der niederschlagsreichsten Orte Norwegens. Dieser hohe Niederschlag führt zu einer starken saisonalen Variation des Gletschervolumens. In den Jahren 1989–1995 und 1999–2000 wuchs der Gletscher durch schneereiche Winter und kühle Sommer erheblich, seitdem ist die Entwicklung allerdings wie bei den meisten norwegischen Gletschern negativ.